# Meigenia fuscipennis
Meigenia fuscipennis är en tvåvingeart som först beskrevs av Macquart 1851.  Meigenia fuscipennis ingår i släktet Meigenia och familjen parasitflugor.
Artens utbredningsområde är Belgien. Inga underarter finns listade i Catalogue of Life.